# Imam Zadeh Saleh
Pour les articles homonymes, voir Zadeh et Saleh.
L'Imam Zadeh Saleh est un imamzadeh chiite, dont le mausolée est situé près de la place Tajrish, dans le district de Shemiran, au nord de Téhéran, en Iran.
L'Imam Zadeh Saleh est le fils du 7e imam chiite Musa al-Kazim et le frère d'Ali ar-Rida.
Le mausolée d'origine, datant du XIVe ou XVe siècle, est agrandi par Holâkou Mirzâ, un des fils du roi Fathali Shâh, et rénové à plusieurs reprises jusqu'au XXIe siècle. 
Dans le sanctuaire sont également présent une mosquée et une bibliothèque où sont conservés 13 000 volumes. 

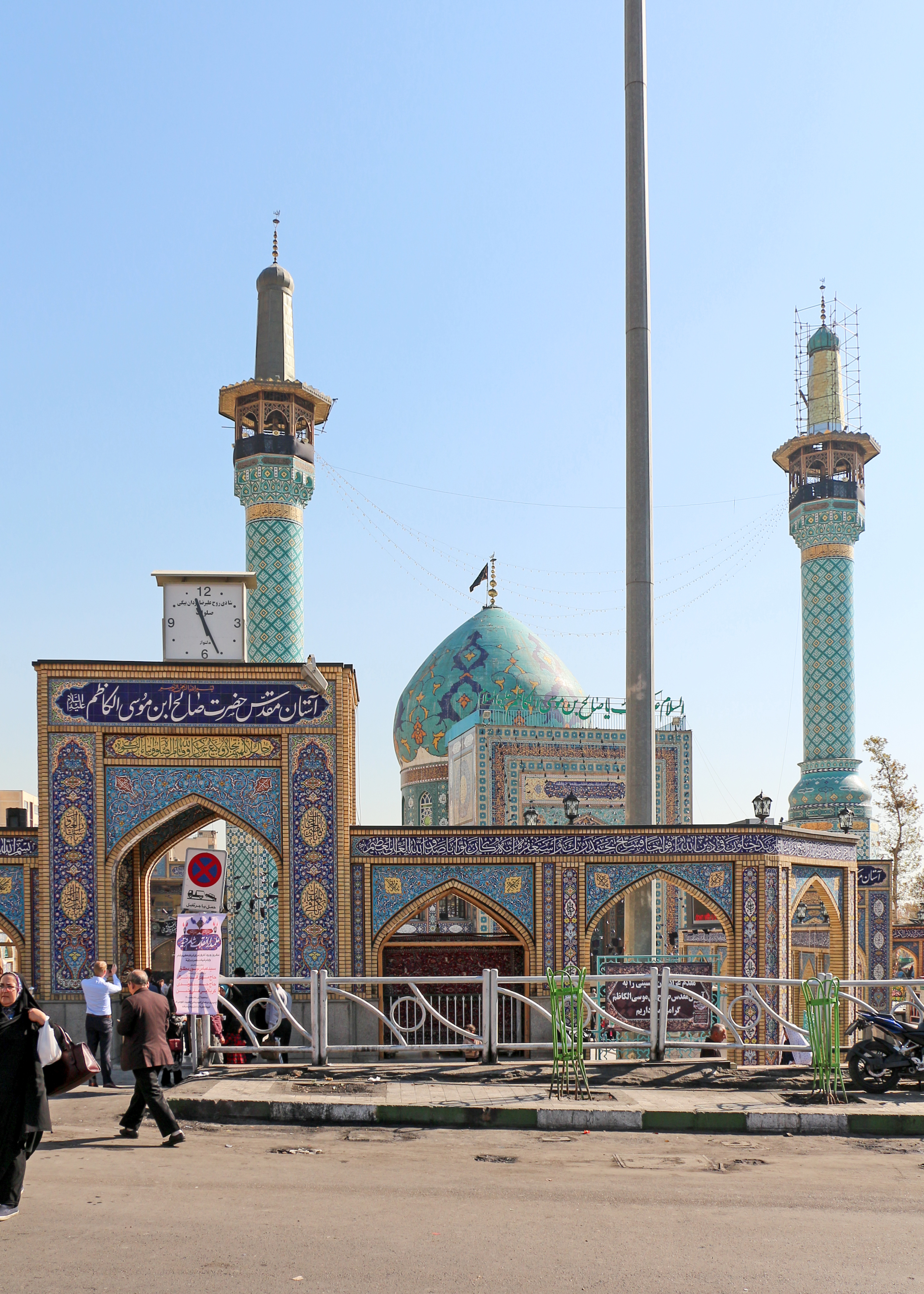
Vue extérieure.
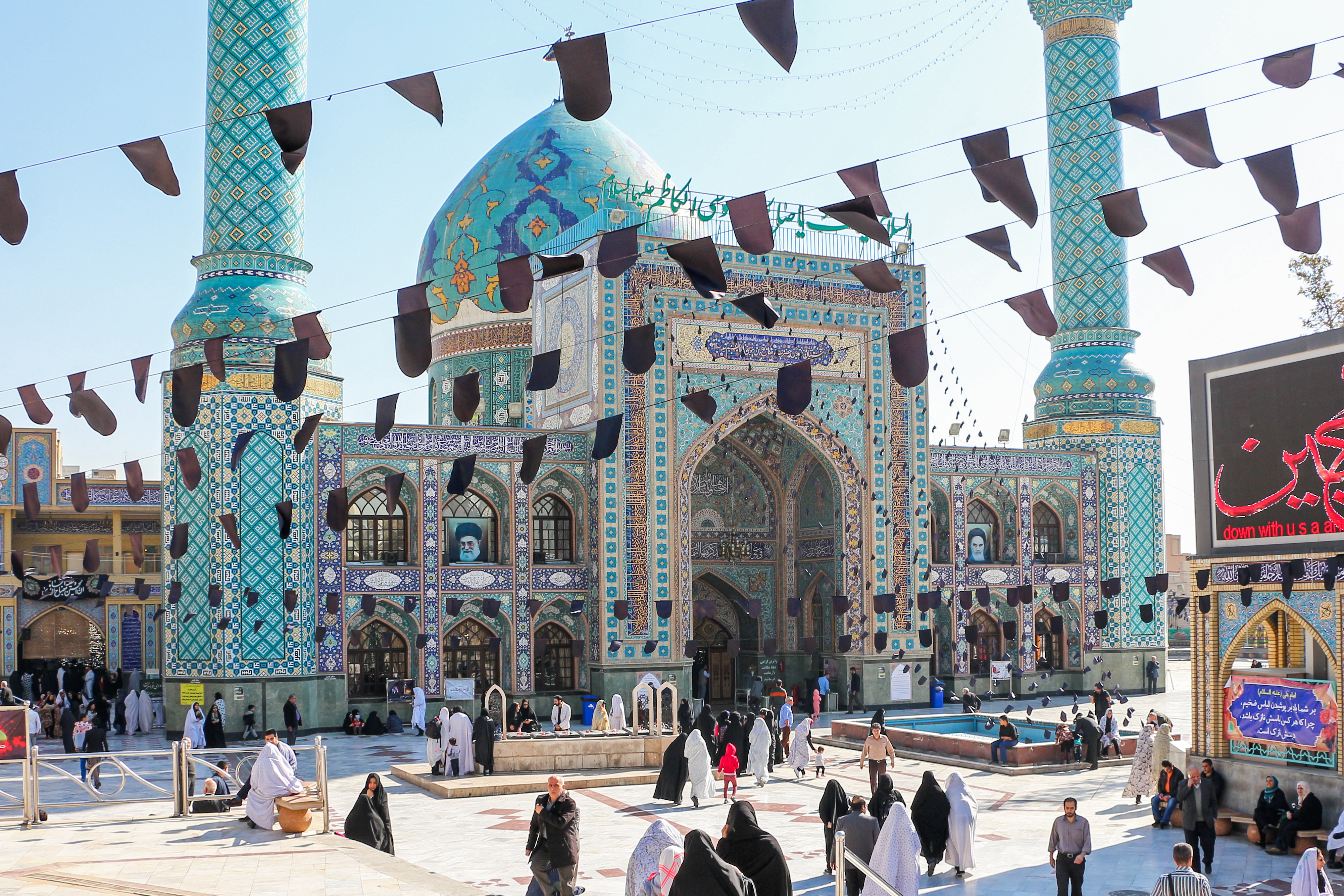
Bâtiment principal.
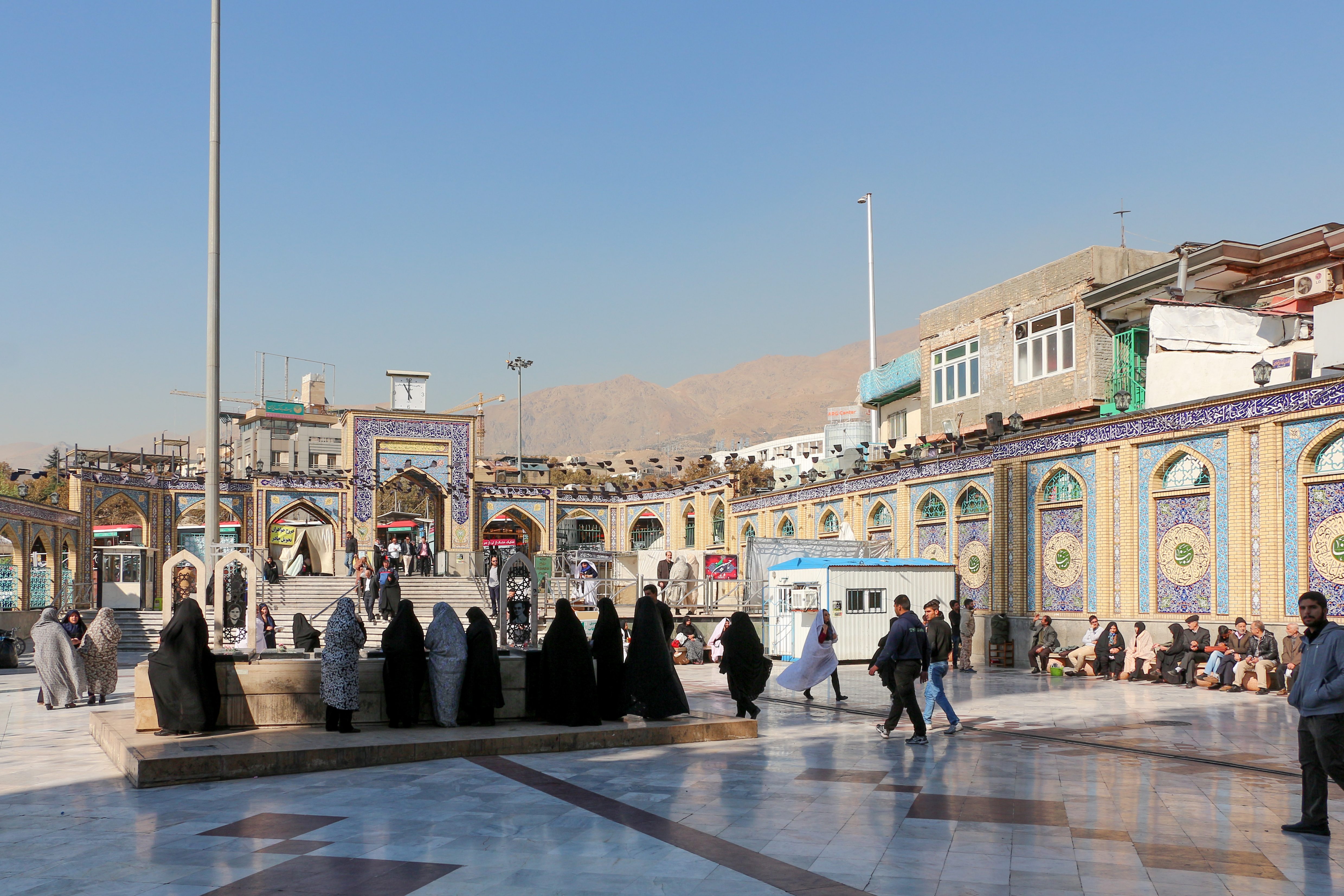
Cour intérieure.
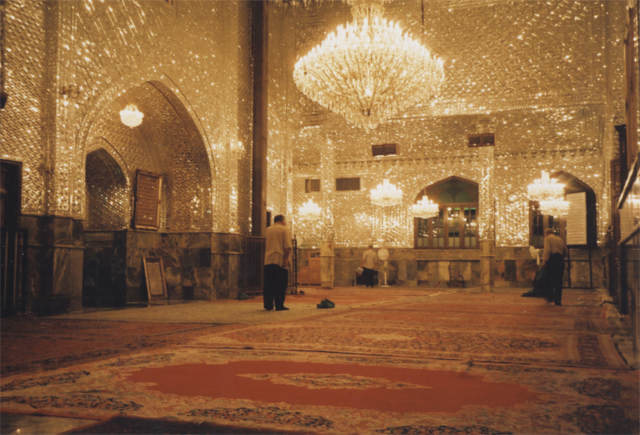
Intérieur du mausolée.